# کودکان راک ان رول
«کودکان راک ان رول» (به انگلیسی: Rock 'n' Roll Children) عنوان ششمین تک‌آهنگ از گروه هوی متال دیو است که در سال ۱۹۸۵ با آلبوم ای‌پی قلب قدسی منتشر شد. این آهنگ توانست در جدول هات مین‌استریم راک بیلبورد در رده ۲۶ قرار بگیرد. همچنین این قطعه یکی از آهنگ‌های محبوب گروه دیو به‌شمار می‌رود.

## افسانه ساحر راک ان رول
برای دریافت و فهم بهتر حال و هوای موسیقی دیو در موضوعات خیالی، ترانه «کودکان راک ان رول» بهترین نمونه است. داستان در مورد زندگی دختر و پسری است که پس از دشمنی با هم، ناگهان تنها سر از یک مکان تاریک و ناشناخته در می‌آورند. موضوع اصلی داستان بسیار شبیه موضوع به کار رفته در «قلب قدسی» در همان آلبوم است که در آن جادوگری امر به یافتن قلب قدسی در تاریکی می‌کند، در کودکان راک ان رول سقوط به تاریکی آن زوج جوان حکایت از شکستن قلب دارد.
در ویدئویی که برای این ترانه ساخته شد، تعدادی از عناصر بکار رفته در شعر «قلب قدسی» به چشم می‌خورد. در این ویدئو دو کودک که با مشکلی روبرو شده‌اند سر از یک مغازه عتیقه فروشی در می‌آورند. صاحب این مغازه جادوگری است که نقش او را رانی جیمز دیو بازی می‌کند و به نظر می‌رسد که او در ایجاد مشکل آنان به‌طور مرموزی دست دارد. آن دو در صندوقچه‌ای اسرارآمیز مخفی می‌شوند و ناگهان در دنیای کابوس وار جادوگر در حالیکه از هم جدا شده اند، گرفتار می‌شوند. در واقع این دنیای وهم انگیز و تاریک جادوگر نشانگر نظام اجتماعی معمول است، نظامی که با کودکان راک ان رول سر جنگ و ناسازگاری دارد، چراکه آن‌ها نمی‌خواهند برده آن باشند و به قوانین آن کورکورانه عمل کنند. در پایان داستان آن دو همدیگر را پیدا می‌کنند و بدین ترتیب بازی جادوگر پایان می یابد.